# ギザミュージックスクール
ギザミュージックスクールは、ビーイング傘下のGIZA studioが運営し、大阪府大阪市北堀江に所在していた音楽学校。
第一線で活躍する講師陣が多数在籍し、ヴォーカルレッスンや楽器演奏、作詞作曲の講座をはじめ、音楽アーティスト、レコーディングエンジニアの育成も行っていた。『関西クリエイターズ学院』と『ビーイング音楽振興会大阪校』が統合し『GIZAクリエイターズスクール』を経て、2016年5月7日に移転と共に『ギザミュージックスクール』に校名変更。現在の校名に変更前は、デジタルメディアクリエーターの育成も行っていた。
2020年5月19日に閉校を発表し、2020年6月30日付けで閉校した。